# Bamen
Der Begriff Bamen (chinesisch 八门 – „acht Pforten“) bezeichnet die acht Handbewegungen der 13 grundlegenden Bewegungsarten (Shisanshi) des Taijiquan.
| Nr. | Bamen | Trigramm | Himmelsrichtung |
| --- | ----- | -------- | --------------- |
| 1.  | Peng  | Qian     | Süden           |
| 2.  | Lü    | Kun      | Westen          |
| 3.  | Ji    | Kan      | Osten           |
| 4.  | An    | Zen      | Norden          |
| 5.  | Cai   | Gen      | Nordwesten      |
| 6.  | Lie   | Dui      | Südosten        |
| 7.  | Zhou  | Li       | Nordosten       |
| 8.  | Kao   | Sun      | Südwesten       |

Man unterscheidet die vier geraden Handbewegungen (Sizheng) und die vier in die Ecken gerichteten Handbewegungen (Siyu). Peng, Lü, Ji und An sind die vier geraden, Cai, Lie, Zhou und Kao die vier schrägen Handbewegungen. Jeder Handbewegung wird ein Trigramm (Bagua) und eine Himmelsrichtung zugeordnet.